# 日本サウディアラビア協会
日本サウディアラビア協会（にほんサウディアラビアきょうかい）は日本とサウジアラビア王国の交流を目的として設立された、日本で活動を行う任意団体。アラビア石油が中心となって設立し、現在は出版物の助成が石油関連会社のほか、自動車製造者、電力会社、総合商社などによって行われている。

## 活動

### 出版
サウジアラビア本国および会員企業による助成で運営される「日本サウディアラビア友好ファハド基金」によって出版活動を行っている。出版物は一般書店に流通しないものが多く、地域図書館、大学図書館に寄贈するほか、販売は日本ムスリム協会等を通してのみという書籍も多い。
初期の訳書はサウジアラビアやエジプトに留学し帰国していた日本ムスリム協会の会員が行なっている。
その中でも在サウジアラビア日本国大使館専門調査員を務めた中田考は多くの書籍に関わっており、公式ウェブサイトに掲載されている38の書籍のうち12のものに何らかの形で中田の名前がある。

### 教育
日本クウェイト協会と共催で、アラビア語講座を開催している。
1962年初開講で、クウェイト協会では「日本で最も歴史のある民間アラビア語講座」としている。